# Ben Connor (Leichtathlet)
Ben Connor (* 17. Oktober 1992 in Derby) ist ein britischer Leichtathlet, der hauptsächlich in den Langstrecken- und Crossläufen an den Start geht.

## Sportliche Laufbahn
Ben Connor stammt aus Derby. Seit 2009 tritt er in Wettkämpfen in der Leichtathletik an. Damals belegte er den neunten Platz im 3000-Meter-Lauf bei den Britischen U17-Meisterschaften. 2010 steigerte er sich um mehr als eine Minute über diese Distanz bis auf 8:23,97 min. 2011 nahm er im März im U20-Rennen an den Crosslauf-Weltmeisterschaften in Punta Umbria teil, das er auf dem 67. Platz beendete. Anschließend verließ er die Heimat in Richtung Vereinigte Staaten und nahm ein Studium am Providence College, im Bundesstaat Rhode Island, auf. 2017 kehrte er aus den USA zurück und trainierte fortan beim New Balance Team aus Manchester. In jenem Jahr stellte er über 3000, 5000 und über 10.000 Meter deutlich verbesserte Bestzeiten auf. Im Frühjahr nahm er an den Crosslauf-Europameisterschaften in der slowakischen Kleinstadt Šamorín teil, bei denen er den sechsten Platz belegen konnte. Im Juli gewann er die Bronzemedaille bei den Britischen Meisterschaften im 5000-Meter-Lauf. 2018 belegte Connor im Februar den achten Platz beim Halbmarathon in Barcelona. Einen Monat später trat er in Valencia bei den Halbmarathon-Weltmeisterschaften an, bei denen er den 63. Platz belegte. Im August trat er im 5000-Meter-Lauf bei den Europameisterschaften in Berlin an, bei denen er mit neuer Bestzeit von 13:25,31 min den elften Platz belegte.
Nach einer Verletzung Ende 2018, stellte Connor im Juli mit 13:19,47 min eine neue Bestzeit über 5000 Meter auf. In dieser Disziplin gewann er einen Monat später die Bronzemedaille bei den Britischen Meisterschaften. Ende September trat er bei den Weltmeisterschaften in Doha an, bei denen er als Zwölfter seines Vorlaufs den Einzug in das Finale verpasste. Im Dezember belegte er den achten Platz bei den Crosslauf-Europameisterschaften in Lissabon. 2020 verbesserte er sich über die Halbmarathondistanz auf 1:00:59 h, womit er zu jenem Zeitpunkt auf den vierten Platz der britischen Bestenliste über diese Distanz vorrückte. Im Oktober belegte er den 15. Platz beim London-Marathon. Mit seiner Zeit von 2:11:20 h erfüllte er die Norm für die Olympischen Sommerspiele in Tokio. Dort ging er Anfang August an den Start, konnte den Wettkampf allerdings nicht beenden.

## Wichtige Wettbewerbe
| Jahr                               | Veranstaltung                      | Ort                                | Platz                              | Disziplin                          | Zeit                               |
| Startet für Vereinigtes Königreich | Startet für Vereinigtes Königreich | Startet für Vereinigtes Königreich | Startet für Vereinigtes Königreich | Startet für Vereinigtes Königreich | Startet für Vereinigtes Königreich |
| ---------------------------------- | ---------------------------------- | ---------------------------------- | ---------------------------------- | ---------------------------------- | ---------------------------------- |
| 2012                               | Crosslauf-Weltmeisterschaften      | Punta Umbria                       | 67.                                | U20-Rennen                         | 25:29 min                          |
| 2017                               | Crosslauf-Europameisterschaften    | Šamorín                            | 6.                                 | Erwachsenenrennen                  | 30:08 min                          |
| 2018                               | Halbmarathon-Weltmeisterschaften   | Valencia                           | 63.                                | Halbmarathon                       | 1:03:45 h                          |
| 2018                               | Europameisterschaften              | Berlin                             | 11.                                | 5000 m                             | 13:25,31 min                       |
| 2019                               | Weltmeisterschaften                | Doha                               | 23.                                | 5000 m                             | 13:36,92 min                       |
| 2019                               | Crosslauf-Europameisterschaften    | Lissabon                           | 8.                                 | Erwachsenenrennen                  | 30:47 min                          |
| 2021                               | Olympische Sommerspiele            | Tokio                              |                                    | Marathon                           | DNF                                |

## Persönliche Bestleistungen
Freiluft
- 3000 m: 7:54,01 min, 18. Juli 2017, Cork
- 5000 m: 13:19,47 min, 20. Juli 2019, London
- 10.000 m: 27:57,60 min, 6. Juli 2019, London
- Halbmarathon: 1:00:59 h, 12. September 2020, Larne
- Marathon: 2:11:20 h, 4. Oktober 2020, London

Halle
- 3000 m: 8:12,18 min, 8. Februar 2014, Boston
- 5000 m: 14:08,11 min, 8. Februar 2014, Boston